# Refuge de les Fonts
Le refuge de les Fonts est un refuge d'Andorre situé dans la paroisse de La Massana à une altitude de 2 195 ou 2 196 m,.

## Randonnée
Inauguré en 1981 et propriété du Govern d'Andorra, le refuge est non gardé et ouvert toute l'année,. Il possède une capacité d'accueil de 6 personnes,.
Situé à proximité du sentier GRP, le refuge de les Fonts est accessible depuis Arinsal et fait partie du parc naturel des vallées du Coma Pedrosa.

## Toponymie
Fonts est le pluriel de font qui signifie « source » en catalan et provient du latin fons de même sens,. Ce terme est constitutif de très nombreux toponymes andorrans (pic de Font Blanca, refuge de Fontverd).